# Elezioni governatoriali negli Stati Uniti d'America del 2016
Le elezioni governatoriali negli Stati Uniti d'America del 2016 si sono tenute l'8 novembre contestualmente alle elezioni presidenziali e a quelle parlamentari per eleggere i governatori di 12 stati su 50 e quelli di 2 territori non incorporati. I democratici e i repubblicani hanno conquistato 6 Stati a testa.

## Stati
| Stato                | Governatore uscente  | Governatore uscente      | Democratici            | Repubblicani                                                        | Altri                                                | Governatore eletto | Governatore eletto |
| -------------------- | -------------------- | ------------------------ | ---------------------- | ------------------------------------------------------------------- | ---------------------------------------------------- | ------------------ | ------------------ |
| Carolina del Nord    |                      | Pat McCrory (R)          | Pat McCrory - 48,8%    | Roy Cooper - 49,0%                                                  | Lon Cecil (L) - 2,2%                                 |                    | Roy Cooper (D)     |
| Dakota del Nord      | Jack Dalrymple (R)   | Marvin Nelson - 19,4%    | Doug Burgum - 76,5%    | Marty Riske (L) - 3,9%                                              |                                                      | Doug Burgum (R)    |                    |
| Delaware             |                      | Jack Markell (D)         | John Carney - 58,3%    | Colin Bonini - 39,2%                                                | Andrew Groff (V) - 1,4% Sean Louis Goward (L) - 1,1% |                    | John Carney (D)    |
| Indiana              |                      | Mike Pence (R)           | John Gregg - 45,4%     | Eric Holcomb - 51,4%                                                | Rex Bell (L) - 3,2%                                  |                    | Eric Holcomb (R)   |
| Missouri             |                      | Jay Nixon (D)            | Chris Koster - 45,6%   | Eric Greitens - 51,1%                                               | Cisse Spragins (L) - 1,5% Don Fitz (V) - 0,8%        | Eric Greitens (R)  |                    |
| Montana              | Steve Bullock (D)    | Steve Bullock - 50,3%    | Greg Gianforte - 46,4% | Ted Dunlap (L) - 3,4%                                               |                                                      | Steve Bullock (D)  |                    |
| New Hampshire        | Maggie Hassan (D)    | Colin Van Ostern - 46,6% | Chris Sununu - 48,8%   | Max Abramson (L) - 4,3%                                             |                                                      | Chris Sununu (R)   |                    |
| Oregon               | Kate Brown (D)       | Kate Brown - 50,6%       | Bud Pierce - 43,5%     | James Foster (L) - 2,3% Aaron Donald Auer (C) - 1,0%                |                                                      | Kate Brown (D)     |                    |
| Utah                 |                      | Gary Herbert (R)         | Mike Weinholtz - 28,7% | Gary Herbert - 66,7%                                                | Brian Kamerath (L) - 3,1% Superdell Schnaze - 1,4%   |                    | Gary Herbert (R)   |
| Vermont              |                      | Peter Shumlin (D)        | Sue Minter - 44,2%     | Phil Scott - 52,9%                                                  | Bill Lee (I) - 2,8%                                  |                    | Phil Scott (R)     |
| Washington           | Jay Inslee (D)       | Jay Inslee - 54,3%       | Bill Bryant - 45,5%    |                                                                     |                                                      | Jay Inslee (D)     |                    |
| Virginia Occidentale | Earl Ray Tomblin (D) | Jim Justice - 49,1%      | Bill Cole - 42,3%      | Charlotte Pritt - 5,9% David Moran (L) - 2,2% Phil Hudok (C) - 0,6% | Jim Justice (D)                                      |                    |                    |

## Territori
| Territorio      | Governatore uscente            | Governatore uscente         | Democratici                  | Repubblicani                                                                                | Altri                                          | Governatore eletto   | Governatore eletto       |
| --------------- | ------------------------------ | --------------------------- | ---------------------------- | ------------------------------------------------------------------------------------------- | ---------------------------------------------- | -------------------- | ------------------------ |
| Samoa Americane |                                | Lolo Matalasi Moliga (D)    | Lolo Matalasi Moliga - 60,2% | -                                                                                           | Faoa Aitofele Sunia - 35,8% Tuika Tuika - 4,0% |                      | Lolo Matalasi Moliga (D) |
| Porto Rico      | Alejandro García Padilla (PPD) | David Bernier (PPD) - 38,9% | Ricky Rosselló (PNP) - 41,7% | Alexandra Lúgaro (I) - 11,1% Manuel Cidre (I) - 5,7% María de Lourdes Santiago (PIP) - 2,1% |                                                | Ricky Rosselló (PNP) |                          |

## Risultati grafici per contea

Carolina del Nord
Dakota del Nord
Delaware
Indiana
Missouri
Montana
New Hampshire
Oregon
Utah
Vermont
Washington
Virginia Occidentale